# Uhrenmuseum Bad Grund

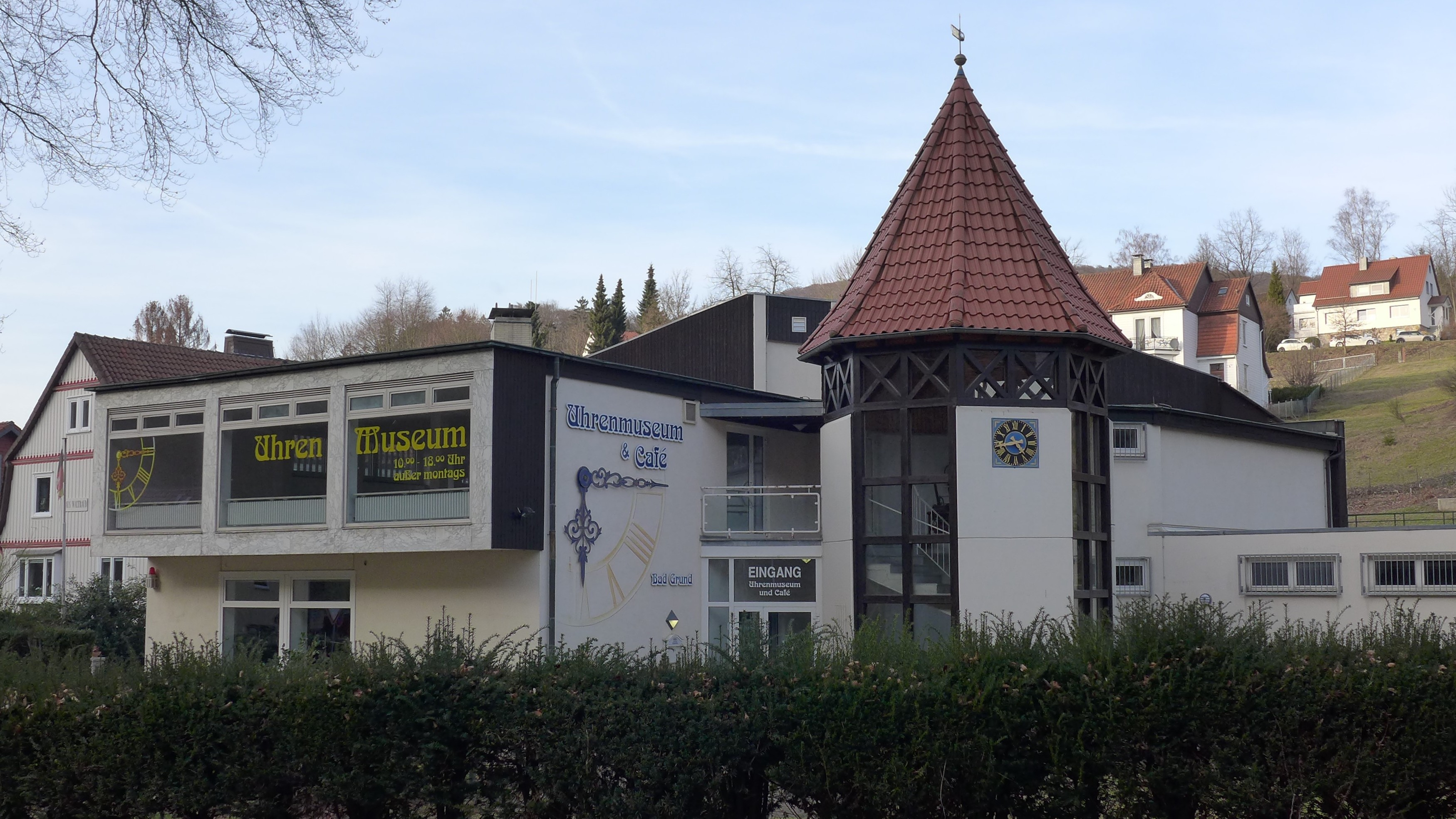
Uhrenmuseum Bad Grund, 2019

Das Uhrenmuseum Bad Grund war ein privat geführtes Uhrenmuseum in der niedersächsischen Stadt Bad Grund (Harz) im Landkreis Göttingen, das 1984 eröffnet wurde. Es hatte seinen Sitz in der Elisabethstraße 14, im Ortskern des Heilklimatischen Kurortes. Das Museum zeigte Uhren verschiedener Bauweisen und Zweckbestimmungen aus zahlreichen Ländern und dokumentierte die Entwicklung der Uhrentechnik von der Renaissance bis in die Gegenwart. Die Sammlung umfasste etwa 1.600 Exponate und galt als größte in Deutschland. Zudem galt sie als eine der größten Sammlungen von Uhren in Europa und als größte Privatsammlung der Welt.
Das Uhrenmuseum Bad Grund war neben dem Turmuhrenmuseum Bockenem und dem Uhrenmuseum Bad Iburg das einzige Uhrenmuseum in Norddeutschland. Auf einer Ausstellungsfläche von 800 m² wurde die größte private Uhrensammlung der Welt mit über 1.600 Exponaten – funktionsfähige Uhren aller Art – präsentiert: kleine Armband- und Taschenuhren, Stand- und Kuckucksuhren sowie tonnenschwere Turmuhren. Dadurch wurde mechanische Zeitmessung und funktionales Design für einen Zeitraum von 600 Jahren dokumentiert.
Sämtliche Exponate von der filigranen Taschenuhr bis zur monumentalen Turmuhr wurden in einer hauseigenen Uhrmachermeister-Werkstatt restauriert und repariert.
Ende November 2024 wurde das Uhrenmuseum Bad Grund nach 40 Jahren geschlossen. Nur die Uhrmacherwerkstatt bleibt erhalten und wird nach Windhausen umziehen. 
Eine Nachnutzung der ehemaligen Museumsräume ist noch offen.
Das Uhrenmuseum Bad Grund zählte pro Jahr rund 6.000 Besuchen.